# Pirowaleron
Pirowaleron – organiczny związek chemiczny, pochodna α-pirolidynopentiofenonu, lek z grupy stymulantów. Nie jest stosowany w Polsce. Jest objęty Konwencją o substancjach psychotropowych z 1971 roku (wykaz IV). W Polsce jest w grupie IV-P Ustawy o przeciwdziałaniu narkomanii.